# Campeonato Mundial de Atletismo em Pista Coberta de 2018 - Salto em altura feminino
A prova do salto em altura feminino do Campeonato Mundial de Atletismo em Pista Coberta de 2018 ocorreu no dia 1 de março na Arena Birmingham, em Birmingham, no Reino Unido. 

## Recordes
Antes desta competição, os recordes mundiais e do campeonato nesta prova eram os seguintes:
|                       | Nome               | Nacionalidade | Altura  | Local        | Data                   |
| --------------------- | ------------------ | ------------- | ------- | ------------ | ---------------------- |
| Recorde mundial       | Kajsa Bergqvist    | Suécia        | 2m 08cm | Arnstadt     | 4 de fevereiro de 2006 |
| Recorde do campeonato | Stefka Kostadinova | Bulgária      | 2m 05cm | Indianápolis | 8 de março de 1987     |

## Medalhistas
| Oruro             | Prata                            | Bronze               |
| Mariya Lasitskene | Estados Unidos Vashti Cunningham | Itália Alessia Trost |

## Cronograma
Todos os horários são locais (UTC+0).
| Data       | Hora  | Evento |
| ---------- | ----- | ------ |
| 1 de março | 18:45 | Final  |

## Resultado final
A final ocorreu dia 1 de Março às 18:45.  
| Posição           | Atleta             | Nacionalidade               | 1.84 | 1.89 | 1.93 | 1.96 | 2.01 | 2.07 | Resultados | Notas                |
| ----------------- | ------------------ | --------------------------- | ---- | ---- | ---- | ---- | ---- | ---- | ---------- | -------------------- |
| Medalha de ouro   | Mariya Lasitskene  | Atletas Neutros Autorizados | o    | o    | o    | o    | xo   | xxx  | 2.01       |                      |
| Medalha de prata  | Vashti Cunningham  | Estados Unidos              | o    | o    | xo   | xxx  |      |      | 1.93       |                      |
| Medalha de bronze | Alessia Trost      | Itália                      | xo   | o    | xo   | xxx  |      |      | 1.93       | Recorde da temporada |
| 4                 | Morgan Lake        | Reino Unido                 | xxo  | o    | xo   | xxx  |      |      | 1.93       | Recorde da temporada |
| 5                 | Yuliya Levchenko   | Ucrânia                     | o    | xo   | xxx  |      |      |      | 1.89       |                      |
| 6                 | Mirela Demireva    | Bulgária                    | o    | xxo  | xxx  |      |      |      | 1.89       |                      |
| 7                 | Erika Kinsey       | Suécia                      | o    | xxx  |      |      |      |      | 1.84       |                      |
| 7                 | Iryna Gerashchenko | Ucrânia                     | o    | xxx  |      |      |      |      | 1.84       |                      |
| 7                 | Inika McPherson    | Estados Unidos              | o    | xxx  |      |      |      |      | 1.84       |                      |
| 10                | Sofie Skoog        | Suécia                      | xo   | xxx  |      |      |      |      | 1.84       |                      |
| 10                | Michaela Hrubá     | Chéquia                     | xo   | xxx  |      |      |      |      | 1.84       |                      |
| 10                | Levern Spencer     | Santa Lúcia                 | xo   | xxx  |      |      |      |      | 1.84       |                      |
| 13                | Yorgelis Rodríguez | Cuba                        | xxo  | xxx  |      |      |      |      | 1.84       |                      |

Legenda
| Recorde mundial       | Recorde mundial (World record)               |                       | Recorde africano                      | Recorde africano (African) |                                           | Q | Classificado por posição (Qualified) |
| Recorde do campeonato | Recorde do campeonato (Championship record)  | Recorde da América    | Recorde da América (Americas)         | q                          | Classificado por melhor tempo (Qualified) |   |                                      |
| Melhor marca do ano   | Melhor marca do ano (World leading)          | Recorde asiático      | Recorde asiático (Asian)              | DNS                        | Não largou (Did not start)                |   |                                      |
| Recorde nacional      | Recorde nacional (National record)           | Recorde europeu       | Recorde europeu (European)            | DNF                        | Não terminou (Did not finish)             |   |                                      |
| Recorde pessoal       | Recorde pessoal do atleta (Personal best)    | Recorde da Oceania    | Recorde da Oceania (Oceania)          | DSQ / DQ                   | Desclassificado (Disqualified)            |   |                                      |
| Recorde da temporada  | Recorde da temporada do atleta (Season best) | Recorde sul-americano | Recorde sul-americano (South America) | NM                         | Sem marca (No mark)                       |   |                                      |